# لیگ ملت‌های والیبال زنان ۲۰۲۴
لیگ ملت‌های والیبال زنان ۲۰۲۴ ششمین دوره رقابت‌های لیگ ملت‌های والیبال زنان است، که از ۱۴ می تا ۲۳ ژوئن برگزارشد. مرحله‌ی نهایی این مسابقات در شهر  بانکوک در تایلند برگزار شد.
ایتالیا در فینال سه بر یک ژاپن را شکست داد و قهرمان شد، این عنوان دومین قهرمانی ایتالیا در لیگ ملت‌ها پس از نسخه‌ی ۲۰۲۲ است. ژاپن عنوان دوم را کسب کرد که برترین عنوان این تیم در این رقابت‌هاست. لهستان در رده‌بندی برزیل را شکست داد و دومین برنز در لیگ ملت‌ها را بدست آورد.